# 復健醫學
復健醫學或人體醫學及復康醫學（英語：Physical medicine and rehabilitation），簡稱復健科（Rehabilitation），為臨床醫學的一個分支，目標在增強和恢復身體失能者的身體功能和生活品質。在該領域完成專業訓練的醫師為復健科醫師（英語：Physiatrist），專長於幫助有肌肉、骨骼、韌帶、神經系統等損傷的病患恢復其可能的最理想功能。
復健最早見於美國20世紀上半葉，當時兩次世界大戰造成許多傷兵，復健協助利用殘餘肢體功能並發揮其最大效能，以提昇生活自理能力為目標。

## 領域範圍
在醫院，復健科醫師常會治療截肢、脊髓損傷、中風、外傷性腦損傷等使人衰弱的疾病。治療這些病患時，復健科醫師領導一個由物理治療師、職能治療師、語言治療師、護理師、心理師、和社會工作者等組成的跨學科團隊。在門診，復健科醫師可以治療患有肌肉和關節損傷、疼痛症候群、不易癒合的傷口、以及其他失能的病患。經培訓的復健科醫師可進行肌肉內和關節內注射以及神經傳導檢查。

### 團隊合作
除上述人員，復健科也常與其他醫事人員合作，包括各科醫師（骨科、神經內科、神經外科、風濕病科、精神科、心臟內科、胸腔內科、耳鼻喉科、小兒科、放射診斷科、腫瘤科）、義肢裝具師、聽力師、呼吸治療師等。

## 歷史
在美國，20世紀上半葉分別發展兩個當時非官方的專科，即身體醫學（英語：Physical Medicine）與復健醫學（英語：Rehabilitation Medicine）專科，但實際上這兩個領域治療了相似的病患族群，包括失能病患。法蘭克·H·克魯森是身體醫學的先驅，先後執業於天普大學和梅奧醫院，他強調採用物理因子療法（英語：Physical Agent），例如水療和高壓氧，一詞正是他在1938年所命名。兩次世界大戰期間，復健醫學因為可以治療受傷的士兵和工人而逐漸受到重視。密蘇里州的內科醫師郝華德·洛斯克在第二次世界大戰期間被任命為飛行員施以復健治療，而後成為復健醫學的先驅。1944年，由慈善家伯納德·巴魯克委託的巴魯克委員會（英語：Baruch Committee）定義此專科為兩個領域的結合，為其成為正式醫學專科奠定基礎。該委員會分配資金在美國各地建立培訓和研究計劃。1947年，美國醫學專科委員會授權成立獨立的身體醫學專科。1949年，在洛斯克醫師等人的堅持下，身體醫學專科與復健專科合併，並更名為身體醫學與復健專科。
在台灣，台大名譽教授連倚南引進復健醫學，從無到有建立復健科，被稱為台灣復健之父。

## 治療
復健醫學著重於幫助病患面對導致失能的損傷或疾病，在受限範圍內儘可能發揮最大功能。治療重點不在於將功能完全恢復到病前狀態，而是協助無法完全恢復的病患最佳化其生活品質。採用能著手處理慢性病況的團隊治療模式，以協調病患的醫療照顧。該領域的專科醫師提供綜合的復健計畫，作為促進者、團隊領導者、醫學專家的角色。
安排復健時，臨床治療團隊通常會設定目標來為團隊和後天失能病患提供一個工作方向。低程度的證據顯示設定目標可能可以提高失能病患的生活品質，目前尚不清楚這種設定目標的治療模式是否會減少或增加再住院或死亡的發生。
復健科醫師不僅必須了解有關病患狀況的醫學知識，還需要了解相關實務上的知識，這涉及類似下列課題：哪種類型的輪椅最適合病患、哪種類型的義肢最合宜、病患殘障狀態是否能順利地適應他們目前的房屋佈局、病患每天可能面臨的其他併發症。

## 訓練
在美國，復健科的住院醫師培訓為期四年，包含一年的實習醫師訓練。在28個州，畢業後醫學教育評鑑委員會認可83個培訓計劃。培訓的具體內容因計劃而異，但是學習的主要知識大致相同。住院醫師在病房部門接受多種類型的復健病例訓練，包括：脊髓損傷、腦外傷、中風、骨科疾病、癌症、腦性麻痺、燒傷、小兒復健、及其他失能性損傷。住院醫師也接受門診部門的訓練，以了解如何處理病患出院後的慢性病況。培訓過程也指導住院醫師如何妥善執行特定檢查（比如神經傳導檢查和肌電圖）及治療處置（比如關節注射和觸發點注射）。
在台灣，醫師有其養成過程，復健科為衛生福利部認證的專科，醫學會為台灣復健醫學會，規定住院醫師須經學會認證的教學醫院三年六個月訓練，並通過學會的專科醫師甄審考試，始成為復健科專科醫師。

### 次專科
- 美國復健科已取得官方認證七個次專科[11]：
  - 神經肌肉醫學（英语：Neuromuscular medicine）
  - 疼痛醫學（英语：Pain management）
  - 小兒復健醫學
  - 脊髓損傷
  - 運動醫學
  - 腦損傷
  - 安寧及緩和醫學（英语：Hospice and palliative medicine）
- 美國尚未認證的後住院醫師（英语：Fellowship (medicine)）次專科訓練：
  - 肌肉骨骼與脊椎
  - 中風
  - 多發性硬化症
  - 神經復健
  - 肌電診斷醫學
  - 癌症復健（英语：Cancer rehabilitation）
  - 職業與環境醫學
- 中華民國復健科各次專科皆尚未取得衛生福利部認證：
  - 腦神經復健
  - 脊髓損傷
  - 運動醫學、肌肉骨骼復健
  - 小兒復健
  - 心肺復健
  - 肌電診斷醫學
  - 肌肉骨骼超音波
  - 義肢裝具學
  - 癌症復健

## 疾病
復健科常處理下列疾病或其併發症：
- 中樞神經損傷：中風、外傷性腦損傷（英语：Traumatic brain injury）、脊髓損傷、後小兒麻痺症候群（英语：Post-polio syndrome）
- 周邊神經病變：腕隧道症候群、坐骨神經痛、梨狀肌症候群
- 脊椎疾患：脊椎關節退化、脊椎滑脫、脊椎側彎
- 關節疾患：冰凍肩、關節炎、拇趾外翻、扁平足、高弓足（英语：Pes cavus）
- 肌腱病變：肱骨外上髁炎、高爾夫球肘（英语：Golfer's elbow）
- 腱鞘炎：狄奎凡氏症、扳機指
- 滑囊炎、筋膜炎、滑膜炎、多種重複性勞損
- 肌肉拉傷（英语：Strain (injury)）、韌帶扭傷（英语：Sprain）、多種運動傷害
- 骨折
- 截肢
- 早期療育：發展遲緩、自閉症、注意力不足過動症、腦性麻痺、肌肉失養症
- 慢性阻塞性肺病[13]

## 特殊檢查
- 肌肉骨骼超音波檢查
- 神經傳導檢查（英语：Nerve conduction study）及肌電圖
- 心肺運動測試

## 專用名詞
- 「復健師」是治療師（如物理治療師、職能治療師、語言治療師等）的民間俗稱，現已少用，因名稱相近而容易與復健科醫師混淆。醫師負責診斷與治療，治療包含開立藥物處方與復健處方等，復健處方將病患轉介治療師，以便接受復健療程。
- 「推拿師」、「整骨師」、「按摩師」不是治療師，不屬於醫事人員，其「民俗調理」不能稱為「民俗療法」[14]，依法不能宣稱療效。